# Cuba la Jocurile Olimpice de vară din 2016
Cuba a participat la Jocurile Olimpice de vară din 2016 de la Rio de Janeiro în perioada 5 – 21 august 2016, cu o delegație de 120 de sportivi, care a concurat în 18 sporturi. Cu un total de 11 medalii, inclusiv 5 de aur, Cuba s-a aflat pe locul 17 în clasamentul final.

## Participanți
Delegația cubaneză a cuprins 120 de sportivi: 89 de bărbați și 31 de femei (rezervele la fotbal, handbal, hochei pe iarbă și scrimă nu sunt incluse). Cel mai tânăr atlet din delegație a fost gimnasta Marcia Videaux (17 ani), cel mai bătrân a fost trăgătorul de tir Juan Miguel Rodríguez (49 ani).
| Sport            | Masculin | Feminin | Total |
| ---------------- | -------- | ------- | ----- |
| Atletism         | 24       | 15      | 39    |
| Badminton        | 1        | 0       | 1     |
| Box              | 10       | 0       | 10    |
| Caiac canoe      | 5        | 1       | 6     |
| Canotaj          | 5        | 2       | 7     |
| Ciclism          | 0        | 3       | 3     |
| Gimnastică       | 2        | 1       | 3     |
| Haltere          | 1        | 1       | 2     |
| Judo             | 5        | 4       | 9     |
| Lupte            | 1        | 0       | 1     |
| Natație          | 1        | 1       | 2     |
| Pentatlon modern | 1        | 1       | 2     |
| Scrimă           | 1        | 0       | 1     |
| Tir              | 5        | 2       | 7     |
| Tir cu arcul     | 1        | 0       | 1     |
| Taekwondo        | 1        | 0       | 1     |
| Tenis de masă    | 2        | 0       | 2     |
| Volei            | 14       | 0       | 14    |
| Total            | 89       | 31      | 120   |

## Medalii

### Medaliați
| Medalie | Nume                | Sport    | Probă                       | Dată      |
| ------- | ------------------- | -------- | --------------------------- | --------- |
| Aur     | Ismael Borrero      | Lupte    | 59 kg greco-roman masculin  | 14 august |
| Aur     | Mijaín López        | Lupte    | 130 kg greco-roman masculin | 15 august |
| Aur     | Julio César La Cruz | Box      | 81 kg masculin              | 18 august |
| Aur     | Robeisy Ramírez     | Box      | 56 kg masculin              | 20 august |
| Aur     | Arlen López         | Box      | 75 kg masculin              | 20 august |
| Argint  | Idalys Ortiz        | Judo     | +78 kg feminin              | 12 august |
| Argint  | Yasmany Lugo        | Lupte    | 98 kg greco-roman masculin  | 16 august |
| Bronz   | Joahnys Argilagos   | Box      | 49 kg masculin              | 12 august |
| Bronz   | Erislandy Savón     | Box      | 91 kg masculin              | 13 august |
| Bronz   | Lázaro Álvarez      | Box      | 60 kg masculin              | 14 august |
| Bronz   | Denia Caballero     | Atletism | Aruncarea discului feminin  | 16 august |

### Medalii după sport
| Sport    | Aur | Argint | Bronz | Total |
| Box      | 3   | 0      | 3     | 6     |
| Lupte    | 2   | 1      | 0     | 3     |
| Judo     | 0   | 1      | 0     | 1     |
| Atletism | 0   | 0      | 1     | 1     |
| Total    | 5   | 2      | 4     | 11    |

## Natație
| Sportiv          | Probă      | Calificări | Calificări | Semifinale | Semifinale | Finală       | Finală       |
| Sportiv          | Probă      | Timp       | Loc        | Timp       | Loc        | Timp         | Loc          |
| ---------------- | ---------- | ---------- | ---------- | ---------- | ---------- | ------------ | ------------ |
| Luis Vega Torres | 400 m mixt | 4:27,27    | 26         | N/A        | N/A        | Nu a avansat | Nu a avansat |

## Scrimă
| Sportiv         | Probă          | Șaisprezecimi        | Optimi        | Sferturi      | Semifinală    | Finala mică/Finala mare | Finala mică/Finala mare |
| Sportiv         | Probă          | Adversar Scor        | Adversar Scor | Adversar Scor | Adversar Scor | Adversar Scor           | Loc                     |
| --------------- | -------------- | -------------------- | ------------- | ------------- | ------------- | ----------------------- | ----------------------- |
| Yoendry Iriarte | Sabie masculin | Kim J-h (KOR) P 7–15 | Nu a avansat  | Nu a avansat  | Nu a avansat  | Nu a avansat            | Nu a avansat            |